# Ypiranga Sport Club
Ypiranga Sport Club, ou simplesmente Ypiranga, foi um clube de futebol do Acre.

## História
O Ypiranga foi fundado em 1919 com as cores verde e amarelo, disputando o Campeonato Acriano na época. Foi vice-campeão em 1919, sendo derrotado pelo Rio Branco na final e foi campeão em 1920 derrotando o Rio Branco na final.

## Títulos
| ESTADUAIS | ESTADUAIS          | ESTADUAIS | ESTADUAIS  |
|           | Competição         | Títulos   | Temporadas |
| --------- | ------------------ | --------- | ---------- |
|           | Campeonato Acriano | 1         | 1920       |